# Битва при Витторио-Венето
Би́тва при Витто́рио-Ве́нето (ит. Battaglia di Vittorio Veneto) — наступательная операция войск Антанты в Первой мировой войне на Итальянском фронте (на реке Пьяве), проведённая 25 октября — 3 ноября 1918 года.

## Перед наступлением
Для наступления союзники сконцентрировали 57 дивизий (52 итальянских, 3 британских, 2 французских, 1 американская) при 7700 орудиях и 1745 миномётах. Австро-венгерские войска имели 58 дивизий неполного состава при 6300 орудиях.

## Ход наступления
Наступление началось в 3 часа утра 24 октября 1918 года открытием артиллерийского огня между Брентой и Пьяве. В 7:15 пехота выдвинулась под дождем и туманом. Плохая погода снизила эффективность артиллерии воюющих сторон, но не повлияла на исход атак. Сначала итальянцы заняли Монте-Азолоне в горном массиве Граппа, но контратаки австро-венгров вынудили их отступить. Тот же сценарий повторился на Монте Пертика и Монте Прессолан. Генеральный штаб итальянских войск принял решение продолжить атаки, чтобы держать противника в напряжении и не допустить переброски своих дивизий в сектор Пьяве.
В то же время британские дивизии под командованием Ричарда О'Коннора и итальянские части из Пападополи рано утром 24 октября заняли острова Пьяве. На этом участке наступление планировалось на ночь 25 октября, однако погодные условия вынудили отложить его: между Педероббой и Сант-Андреа-ди-Барбарана уровень воды в реке, обычно низкий, достиг 2 метров, а скорость течения достигла 3 м/с. Эта задержка не помешала, она укрепила австрийцев в мысли, что основные действия разворачиваются на массиве Граппа в районе Коль делла Берретта, Монте Пертиче, Монте Азолоне, и они направили туда резервные войска, что имело потом весьма серьезные последствия.
Вечером 26 октября итальянские и французские саперы начали строительство 11 мостов через Пьяве (Молинелло, 7 между Фонтана дель Буоро и Приулой, 2 через Пападополи). На участке двух итальянских ударных дивизий между Видором и Нервеза-делла-Батталья некоторые мосты не были построены из-за наводнения и огня австрийской артиллерии. Всего было построено шесть мостов, для переправы также использовались лодки.
Утром 27 октября существовало три плацдарма: в Вальдоббьядене, Серналья-делла-Батталья и Чимадольмо. Вскоре после этого несколько мостов были повреждены наводнением и обстрелом австрийской артиллерии. Плацдармы оказались под угрозой, но итальянцам удалось расширить их на север и запад. Днем 27 октября австро-венгры перешли в контрнаступление. Поздно ночью итальянским штурмовым войскам удалось отбросить их назад. Итальянцы строили мосты, боролись с наводнениями и весь день 28 октября вынуждены были отражать огонь австрийской артиллерии. К концу дня между Фальце и Нервезой не было построено ни одного моста, и между 8-й и 10-й итальянскими армиями образовалась брешь. Однако 12-й армии под командованием французского генерала Жана Сезара Грациани удалось закрепиться на удерживаемом австро-венгерскими войсками берегу, как и 10-й итальянской армии под командованием Фредерика Ламбарта (графа Кавана), который был главнокомандующим британскими дивизиями в Италии. Войска продвинулись к Конельяно, обеспечив 29 октября переправу VIII дивизии 8-й Центральной армии под командованием генерала Энрико Кавилья.
8-я и 10-я армии на востоке в конечном итоге построили крупные плацдармы. Итальянцам удалось разобщить австрийские части и продвинуться к Витторио. Итальянцам удалось прорвать фронт в горах у Куэро, несмотря на сопротивление австрийских войск и труднопроходимую местность.
Наиболее ожесточённые и кровопролитные бои произошли в секторе горного массива Граппа. После итальянского наступления австро-венгерские войска 27 октября перешли в контрнаступление. После шести часов боев итальянцы отразили восемь атак. Ожесточенные бои продолжались несколько дней при поддержке интенсивного артиллерийского огня. Итальянцы были в основном заинтересованы в том, чтобы сковать австрийские войска, чтобы позволить своим войскам продвинуться в долину, в то время как австрийцы хотели атаковать фронт Граппы, чтобы затем спуститься в долину и прорвать фронт Пьяве атакой с тыла. Таким образом, два лагеря попеременно противопоставляли агрессивное наступление яростной обороне, накапливая потери, в то время как в долине войска союзников в целом имели достаточное превосходство, чтобы продвигаться вперед без особого сопротивления. Наконец, 30 октября сопротивление австрийцев на нижнем Пьяве прекратилось, а наступление итальянских войск, согласно планам, поставило австрийские части на Граппе в безвыходное положение: опасаясь окружения, австро-венгры в ночь с 30 на 31 октября отступили из Граппы. 
Около 1 ноября итальянские дивизии достигли линии Азиаго-Фельтре-Беллуно на западе и пересекли реку Ливенца на востоке, которая является параллельной рекой Пьяве. До 4 ноября итальянцы быстро продвигались вперед, пока не заняли большую часть Фриули и Трентино, захватив по пути значительное количество пленных. В результате продолжающегося наступления был занят морским десантом Триест.

## Результаты

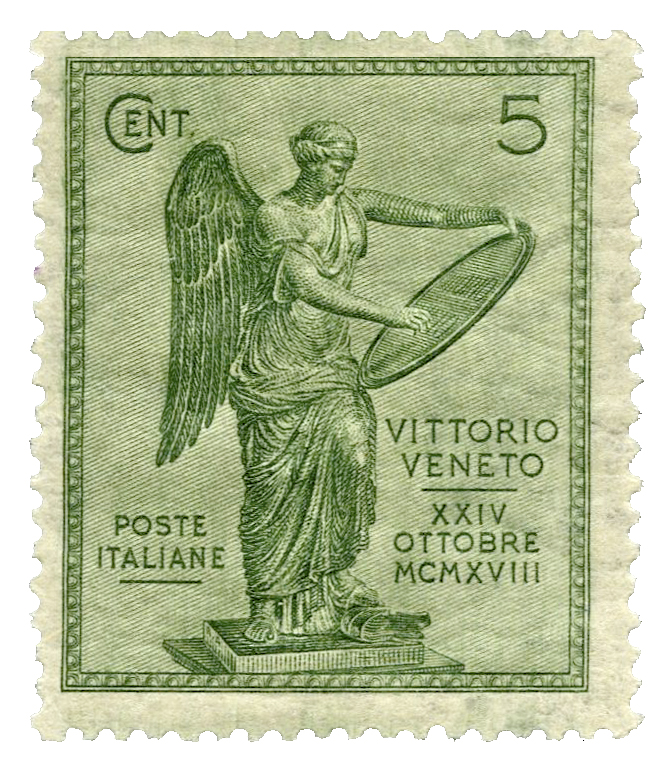
Почтовая марка, посвящённая битве. Италия, 1921 г.

Некоторые австро-венгерские части отказались повиноваться; к 28 октября уже около 30 дивизий отказались сражаться. Положение для австрийцев стало критическим. 6-я австрийская армия беспорядочно отступала, итальянские войска наступали по всему фронту, не встречая сопротивления, наступление развивалось быстрыми темпами.
Перемирие было подписано 3 ноября в Вилла-Джусти. Боевые действия прекращались в 15 часов 4 ноября. К моменту перемирия итальянцы взяли в плен 387 000 австрийцев и более 2300 орудий. Австро-венгерская армия на итальянском фронте развалилась, а сама Австро-Венгрия в течение нескольких недель прекратила своё существование.